# 莫里斯·埃马努埃尔
玛利·弗朗索瓦·莫里斯·埃马努埃尔（法語：Marie François Maurice Emmanuel；1862年5月2日—1938年12月14日）是一名法国作曲家、音乐学家、音乐教育家。早年在第戎度过，后入巴黎音乐学院，从德利布和弗兰克学习，并与德彪西结为好友。他在音乐史研究方面用功特深，后来成为古希腊音乐研究的权威，并担任巴黎音乐学院的音乐史教授。埃马努埃尔的作品不少，常在音乐中运用民间曲调，但写作技巧比较简单，也缺乏个人特色，因此流传不广，目前常被演奏的只有为钢琴而作的六首小奏鸣曲。